# Formação Oldman
A Formação Oldman é uma formação geológica do Cretáceo Superior (estágio Campaniano) que está subjacente a grande parte do sul de Alberta, Canadá. Consiste principalmente em arenitos que foram depositados em canais fluviais e ambientes de várzea. Foi nomeado devido às exposições ao longo do rio Oldman entre sua confluência com o rio St. Mary e a cidade de Lethbridge, e é conhecido principalmente por seus restos de dinossauros e outros fósseis.

## Litologia
A Formação Oldman é composta principalmente por arenitos de granulação fina e de cor clara. Eles são corpos com pontas ascendentes, lenticulares a em forma de folha, amarelados, de face íngreme e afloramentos em blocos. A formação também inclui menores quantidades de siltito e lamito.
Os sedimentos da Formação Oldman foram depositados em canais fluviais (os arenitos) e em uma variedade de ambientes de margens de canais, margens e várzeas (os siltitos e lamitos). A formação tem cerca de 40 metros de espessura no Parque Provincial dos Dinossauros, no sudeste de Alberta. Ele engrossa em direção ao sudoeste, e o noroeste de Montana parece ter sido a principal fonte dos sedimentos.

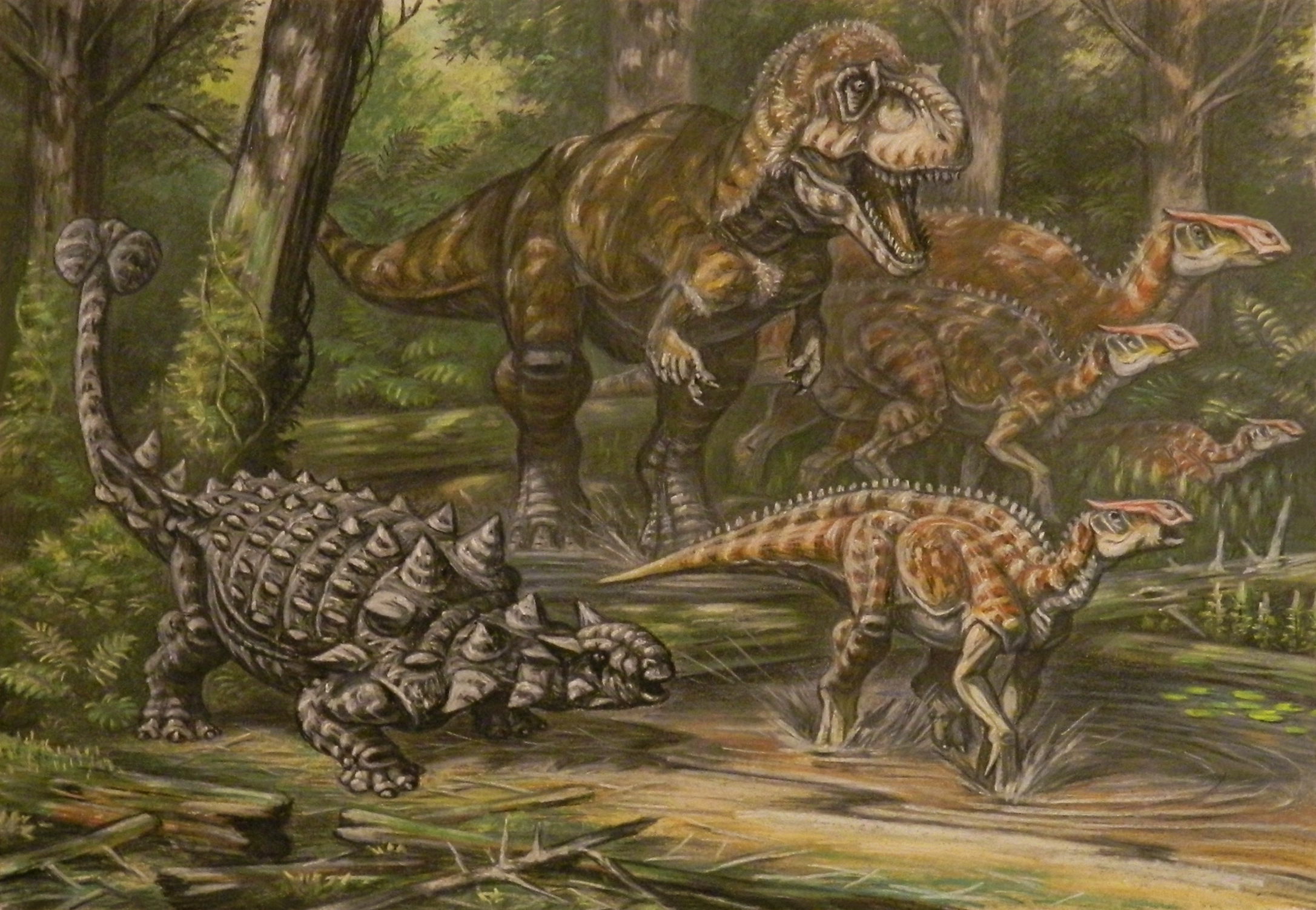
Paleofauna da formação Oldman. Na direita o hadrossaurídeo Brachylophosaurus, no centro o tiranossaurídeo Daspletosaurus e na esquerda, o anquilossaurídeo Scolosaurus

A Formação Oldman é membro do Grupo Belly River (também conhecido como Grupo Judith River). Ela se sobrepõe de maneira conformada à Formação Foremost e é separado da Formação Dinosaur Park sobrejacente por uma desconformidade regional. Os sedimentos da Oldman são superficialmente semelhantes aos do Dinosaur Park, que foi incluído na Formação Oldman antes do reconhecimento da desconformidade. As duas formações também podem ser distinguidas por diferenças petrográficas e sedimentológicas.